# アレックス・ペイン
アレックス・ペイン（Alex Payne、1987年8月6日 - ）は、アメリカ合衆国出身の男性プロレスラーである。ニュージャージー州ピッツタウン出身。身長175センチメートル、体重80キログラム。 2006年5月12日デビュー。
アメリカではROH（レスリング・オブ・オーナー・レスリング）に所属した経験があり、日本のプロレスリング・ノアへ留学した。

## 略歴
ROH・レスリング・アカデミーでオースチン・エイリースやブライアン・ダニエルソンらのコーチを受けて、2006年5月12日のROHニューヨーク・ロングアイランド大会においてボビー・デンプシーと組んで対レット・タイタス&アーニー・オシリス戦でプロ・デビュー。
2010年6月には、ROH提携団体のプロレスリング・ノアへの初参戦・初来日および同団体への留学が決定。6月22日に来日し、ノアの合宿所入りし、道場で日本人選手とともにトレーニングに励む。ツアーに同行し、試合を行うだけでなく、雑用やセコンドなどの業務も遂行した。

## 得意技
- クロス・フェース・ロック
- ジャーマン・スープレックス